# 明明 (大熊猫)
明明是一只雌性大熊猫，1977年出生于四川平武野外，2011年5月去世，以34岁的年龄成为当时历史上寿命最长的大熊猫，此紀錄僅維持了5年多，於2016年10月16日被38歲的已故熊貓佳佳所打破；
明明于1979年在野外被抢救。1986年被借往爱尔兰都柏林动物园，1991年至1994年还曾前往伦敦动物园居住了三年。在伦敦期间它曾和在德国的大熊猫宝宝交配但未成功。1998年起从卧龙中国保护大熊猫研究中心搬至广州香江野生动物世界定居。2011年5月因年老体衰导致多器官功能严重退化，抢救无效后死亡。